# Kurt Azesberger
Kurt Azesberger (* 8. April 1960 in Arnreit; † 10. August 2020 in Treviso) war ein österreichischer Opernsänger (Tenor), Lehrer und Kirchenmusiker.

## Leben
Kurt Azesberger erhielt seine erste Musikausbildung bei den Sängerknaben im Stift Sankt Florian, wo er auch als Solist in der Stimmlage Alt tätig war. Er besuchte das Musikgymnasium Linz und studierte Musikpädagogik an der Hochschule für Musik in Wien und Gesang bei Hilde Rössel-Majdan und Kurt Equiluz.
Er war international tätig als Interpret von Kirchenmusik (Bach-Passionen, Messen) und als Opern- (Mozart, Strauss) und Liedsänger (Schubert, Schönberg). Er arbeitete unter anderem mit Franz Welser-Möst, aber auch mit Claudio Abbado, Nikolaus Harnoncourt, Kent Nagano zusammen. Er hatte Engagements in Florenz, Venedig (Elektra), Mailand (Rosenkavalier), Rom (Meistersinger, Rheingold, Król Roger), München (Schlaues Füchslein) und auch in China.
Von 2014 bis zu seinem Tod bekleidete er in Nachfolge seines Lehrers Balduin Sulzer das Amt des Stiftskapellmeisters im Kloster Wilhering. 
Er war Universitätsdozent einer Masterklasse an der Linzer Anton Bruckner Privatuniversität. Kurt Azesberger ist begraben am St. Barbara-Friedhof in Linz.